# دائرة بني عباس
أسست دائرة بني عباس عام 1957 م. تبلغ مساحتها 13.170 كلم2.
تظم الدائرة بلديتين هما بني عباس وتامترت وعدة مجمعات سكانية نذكر منها:
- الوقارتة
- الزغامرة
- بشير
- إيدير
- مرحومة

## التاريخ
حتى عام 1971 حكمت المدينة من قبل محمد معمر المعروف محليا بـ با معمر لتواضعه وقربه من الناس.
من 1976 إلى 1981 وتحت حكم قاسمية بوجمعة المشهور ب المنتصر ·  (توفي 8 جوان 2009) شهدت المدينة بناء جسر عند مدخلها وتشغيل الهوائيات لاستقبال البرامج التلفزيونية.